# Francisque Balaÿ
Francisque Balaÿ (Jean-François Marie, dit Francisque), né le 5 avril 1820 à Saint-Étienne et mort le 2 mai 1872 à Chalain-le-Comtal (domaine de Sourcieux), est un industriel, agronome et homme politique français. 

## Biographie
Francisque Balaÿ est le petit fils de Jean-François Balaÿ qui créa à Saint-Étienne une entreprise de passementerie-rubanerie. Son fils Jules travaille d'abord avec son père puis crée ses propres entreprises de soie et de banque. Jean-Christophe, l'aîné des garçons de Jean-François est le père de Francisque, crée également une entreprise appelée Balaÿ l'aîné . Jean-Christophe meurt en 1835. Francisque, n'a que 15 ans. Sa mère Anne Salichon prend seule la direction de l'entreprise puis, quelques années après, s'associe, en 1822, avec son fils, qui a fait des études à Lyon. 
En 1839 Francique se marie avec sa cousine germaine, Antonie Fanny Valérie, la fille de Jules Balaÿ qui est ainsi oncle et beau-père de Francisque. Francisque devient l'associé de son beau-père tant dans la banque que dans le commerce de rubans. En 1860 il devient maire de Chalain-le-Comtal. Lorsque Jules meurt, en 1862, lui succède comme député de la Loire en remportant l'élection de mai 1863 et soutient le Second Empire. Il ne se représente pas en 1869 et meurt en 1872.
Il est Président de la Société impériale d'agriculture, sciences, arts et belles-lettres du département de la Loire.
Francisque Balaÿ a été nommé chevalier de la Légion d'honneur.

## Distinctions
- Chevalier de la Légion d'honneur

## Sources
- « Francisque Balaÿ », dans Adolphe Robert et Gaston Cougny, Dictionnaire des parlementaires français, Edgar Bourloton, 1889-1891 [détail de l’édition]